# Mặt trận phía Đông (Thế chiến thứ nhất)
Mặt trận phía Đông trong Chiến tranh thế giới thứ nhất bao gồm các chiến trường ở Đông Âu và Trung Âu giữa Liên minh Trung tâm với Nga và Romania thuộc Phe Hiệp ước. Mặt trận phía Đông và Mặt trận phía Tây trong Chiến tranh thế giới thứ nhất tuy có sự khác nhau về địa lý nhưng diễn ra song song với nhau và có những ảnh hưởng qua lại lẫn nhau. Mặt trận phía Đông bắt đầu từ tháng 8 1914 khi Đế chế Đức tuyên chiến với Đế quốc Nga và kết thúc vào tháng 3 1918 sau hòa ước Brest-Litovsk giữa nước Nga Xô Viết và Đế chế Đức. Chiến thắng trên Mặt trận phía Đông đã mang lại cho nước Đức thêm nhiều lãnh thổ, cho đến khi mất hết sau chiến tranh.
Chiến tuyến ở mặt trận phía đông trải dài hơn mặt trận phía tây. Chiến trường kéo dài theo chiều ngang từ biển Baltic ở phía tây cho đến Moskva ở phía đông khoảng 1200 kilometers và trải dài theo chiều dọc từ Saint Petersburg ở phía bắc cho đến biển Đen ở phía nam khoảng 1.600 kilometers. Điều này cũng ảnh hưởng đến cảnh quan chiến trường ở mặt trận này. Trong khi ở mặt trận phía tây là hệ thống chiến hào dày đặc do đặc điểm chiến tranh trận địa thì ở mặt trận phía đông chiến tranh được tiến hành cơ động hơn nên hệ thống chiến hào không phổ biến bằng. Và cũng do chiến tuyến quá rộng nên việc chọc thủng phòng tuyến là dễ dàng hơn so với mặt trận phía tây vì mật độ quân thưa thớt và hệ thống thông tin liên lạc kém phát triển nên phe phòng thủ khi mất chiến tuyến không kịp gọi quân tiếp viện đến để lập phòng tuyến mới phía sau. 1 đặc điểm nữa là địa hình ở mặt trận này là đa phần đất rắn nên khó có thể xây dựng các chiến hào trong khi ở mặt trận phía tây đa phần là đất mềm và bùn.
Do những đặc điểm về hệ thống phòng thủ như vậy đã ảnh hưởng rất nhiều đến diễn biến ở mặt trận phía đông trong thế chiến thứ nhất. Các cuộc chọc thủng phòng tuyến thường xuyên diễn ra ở quy mô lớn mà tiêu biểu là trong năm 1915, quân Đức đã đánh bại quân Nga liên tục và chiến tuyến đã được dời về phía đông rất xa hay cuộc tổng tấn công của tướng Brusilov đã đánh bại hoàn toàn quân chủ lực của đế quốc Áo-Hung tại Galicia vào năm 1916. Tuy nhiên đến ngày 3 tháng 3 năm 1918 thì Nga đã thất bại trong cuộc chiến này.

## Mặt trận Nga

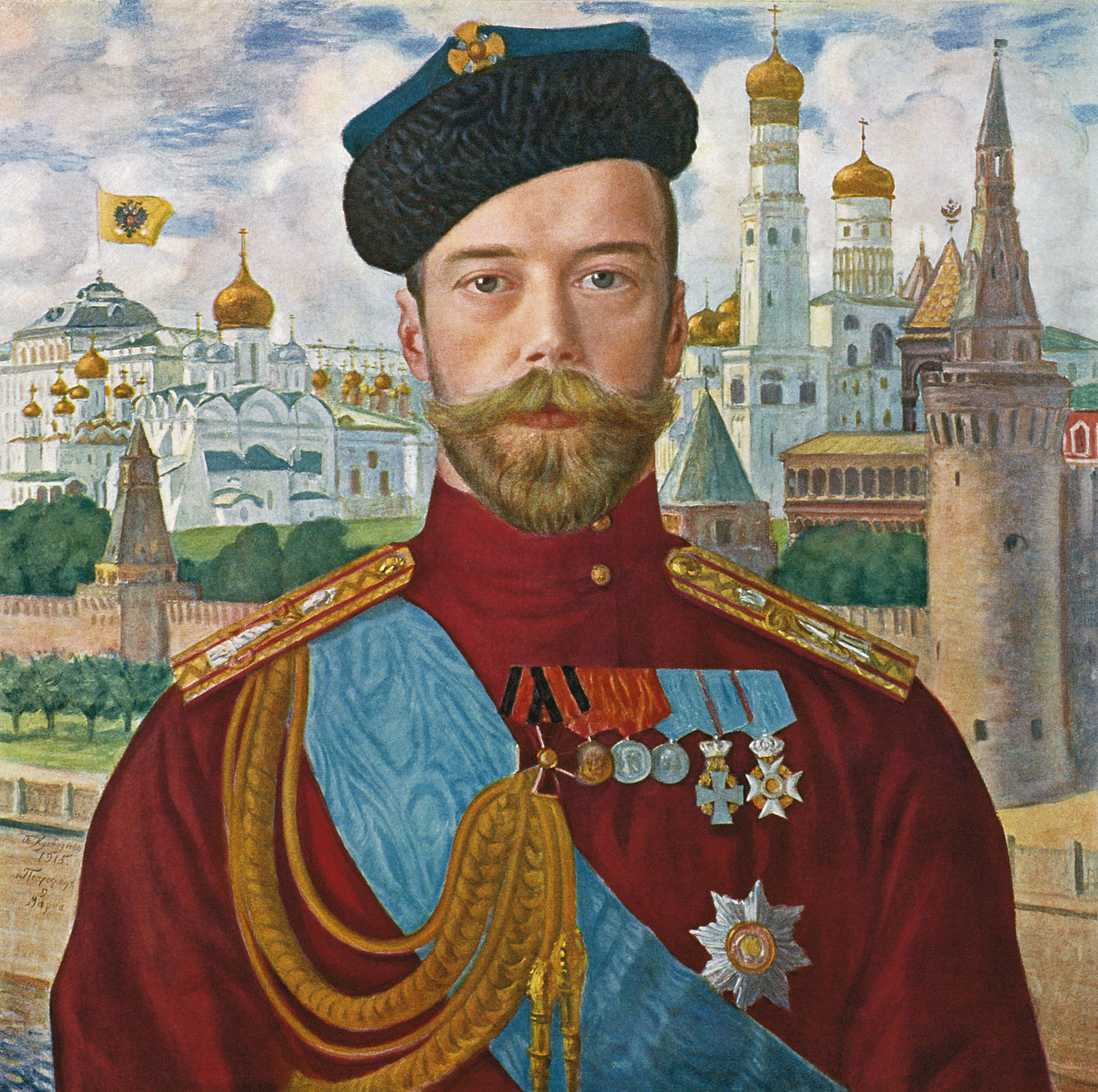
Nga hoàng Nikolai II (1915) vẽ bởi Boris Kustodiev.

Ngày 23 tháng 7 1914, đế quốc Áo-Hung gửi tối hậu thư cho Serbia sau sự kiện Thái tử Áo-Hung bị ám sát tại Savarejo, Bosnia. Với tư cách là đồng minh của các quốc gia vùng Balkan, vào ngày 25 tháng 7 Nga tuyên bố không cho phép bất kì nước nào xâm phạm chủ quyền Serbia. Ngày 29 tháng 7, 1 ngày sau khi đế quốc Áo-Hung tuyên chiến với Serbia, Nga ra lệnh tổng động viên quân đội. Trước việc đó, ngày 1 tháng 8 1914 đế quốc Đức tuyên chiến với đế quốc Nga. Khi cuộc chiến bắt đầu Nga hoàng Nikolai II đã chỉ định Đại Công tước Nikolai làm tổng tư lệnh quân đội Nga.

### 1914
Theo kế hoạch Schlieffen mà đế quốc Đức đề ra trước cuộc chiến thì ở giai đoạn đầu của cuộc chiến mặt trận phía đông chỉ để phòng thủ trước các đợt tấn công của quân Nga và khi giải quyết xong nước Pháp ở mặt trận phía tây sẽ quay sang tiêu diệt đế quốc Nga kết thúc sớm chiến tranh. Kế hoạch này của người Đức dựa trên việc quân đội Nga sẽ không tiến hành tổng động viên và tấn công kịp thời nhưng đây là điều sai lầm vì quân Nga đã có sự cách tân đáng kể nên việc huy động và triển khai quân đã diễn ra nhanh hơn so với dự tính của người Đức. Phòng thủ tại Đông Phổ, vị trí nằm giữa biên giới Nga và Đức là tập đoàn quân số 8 của tướng Maximilian von Prittwitz. Kế hoạch của quân đội Áo-Hung cũng tương tự như người Đức khi quân đội Áo-Hung để 1 phương diện quân đóng tại Galicia để phòng thủ trước quân Nga.

#### Chiến trường Đông Phổ
Ngay sau khi chiến tranh bắt đầu, 2 tập đoàn quân số 1 do Paul Rennekampf chỉ huy và số 2 Alexander Samsonov chỉ huy đã ngay lập tức tiến đánh Đông Phổ, nơi có 150 000 quân Đức. Rennekampf từ Nga đánh vào mặt đông của Đông Phổ còn Samsonov từ Ba Lan tấn công vào mặt bắc. Trong trận Gumbinnen diễn ra vào ngày 20 tháng 8, tập đoàn quân số 1 của Nga đã đánh bại tập đoàn quân số 8 của Đức đóng tại Đông Phổ khiến quân Đức phải rút chạy và bỏ Đông Phổ về tay quân Nga. Sau thất bại này, người Đức đã đưa Paul von Hindenburg làm tổng tư lệnh quân Đức ở mặt trận phía đông và Ludendroff làm tham mưu trưởng cùng với việc rút một số sư đoàn từ mặt trận phía tây về để tăng cường sức mạnh. Chính điều đó đã khiến cho Quân đội Đức mất ưu thế về quân số trên Mặt trận phía tây, và bị quân Pháp chặn chân trong trận sông Marne lần thứ nhất.

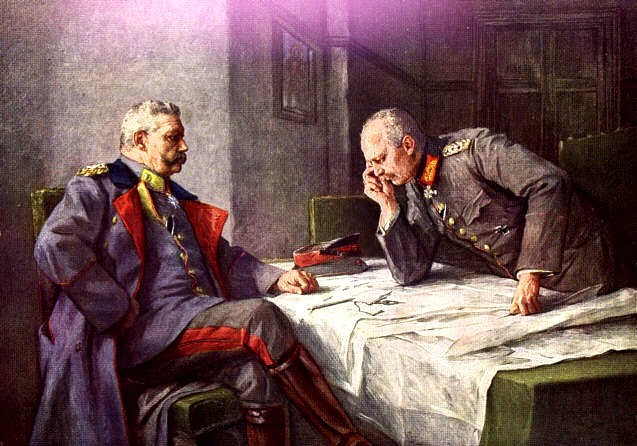
Paul von Hindenburg (bên trái) và Erich Ludendorff, những người hùng của nước Đức sau trận Tannenberg

Hindenburg và Ludendorff đã tập trung quân để tiêu diệt từng cánh quân 1 của người Nga. Trước khi 2 người này đến Đông Phổ thì sĩ quan tổng tham mưu của Đức là Max von Hoofman sau khi nghe tin Rennekampf có ý đồ ngừng tiến quân đã cho rút các lực lượng đang chiến đấu với Rennekampf tập trung về Tannenberg để chờ tập đoàn quân số 2 của Samsonov đang từ Ba Lan tiến đến. Ngày 26 tháng 8, trận Tannenberg mở màn. Samsonov biết đang lâm nguy nên cố thủ chờ quân của Rennekampf đến cứu nhưng không được. Ngày 29 tháng 8, Samsonov tự sát và đến ngày 30 tháng 8 thì tập đoàn quân số 2 hoàn toàn bị đập tan với số thương vong là 30 000 và 95 000 quân bị bắt. Những vị thống soái có công chiến thắng lừng lẫy - Hindenburg và Ludendorff dạt dào niềm vinh quang. Trận Tannenberg là thảm bại của quân Nga trong năm 1914. Thậm chí, chiến thắng huy hoàng này còn được xem là thắng lợi quyết định hơn cả của Quân đội Đế chế Đức trong suốt cuộc Đại chiến thế giới lần thứ nhất. Sau trận này thì đến ngày 11 tháng 9, quân Đức tấn công và chiếm được nơi đóng quân của tập đoàn quân thứ nhất Nga. Ngày 13 tháng 9, tập đoàn quân này rút khỏi Đông Phổ và tổn thất 110 000 người. Chiến dịch Đông Phổ kết thúc với thất bại của người Nga.
Đến cuối năm 1914, quân Nga và quân Đức vừa tăng viện từ mặt trận phía tây lại chạm trán nhau tại miền trung Ba Lan, phía tây sông Vistula trong các trận sông Vistula và trận Łódź. Các trận đánh này kết thúc với lợi thê thuộc về người Đức nhung quân Đức đã không thể tiến xa thêm nữa vào lãnh thổ Nga.

#### Chiến tuyến Tây Bắc
Trong khi quân Nga thất bại tại Đông Phổ thì tại Galicia, quân đội Nga kiểm soát được phần lớn nơi này vào cuối năm 1914. Chỉ huy quân Nga tại chiến tuyến Tây Bắc là Nikolay Ivanov và Aleksey Brusilov. Tháng 9 1914, quân Nga đánh bại quân đội Áo-Hung trong trận Lemberg và bắt đầu vây hãm thành phố Przemysl. Quân Nga chiếm được nơi này vào tháng 3 1915. Kết thúc năm 1914, quân đội Áo-Hung bị đánh bại liên tiếp và quân Nga tiến sát đến chân núi Carpathian.
Như vậy năm 1914, mặt trận phía đông kết thúc với thắng lợi lớn của người Đức nhưng buộc họ phải điều động nhiều sư đoàn từ mặt trận phía tây sang, khiến chiến tranh ngày càng kéo dài và quy mô mặt trận phía đông ngày càng được mở rộng.

### 1915

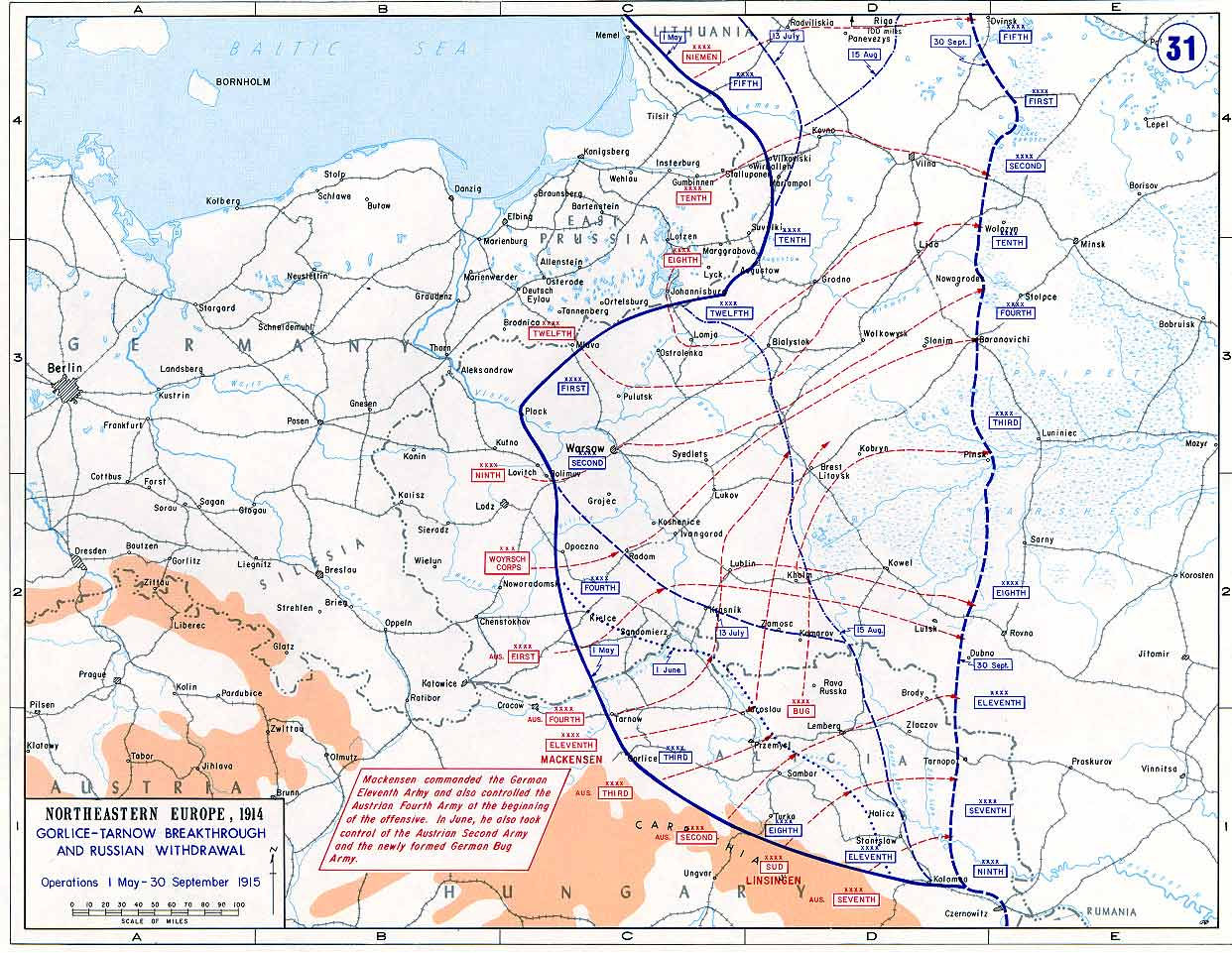
Mặt trận phía đông 1915

Đến năm 1915, bộ chỉ huy quân Đức và quân Áo quyết định cùng nhau tác chiến thực hiện cuộc tấn công lớn vào quân Nga, buộc đế quốc Nga phải đầu hàng rồi chuyển sang mặt trận phía tây tiêu diệt quân Pháp và Anh. Do đó đầu năm 1915 quân Đức điều một số lớn binh đoàn từ mặt trận phía tây sang và chuyển sang phòng thủ ở mặt trận phía tây. Từ tháng 1 đến tháng 3, quân Nga bị quân Đức đánh bại tại trận hồ Masurian lần thứ hai, phải rút khỏi Đông Phổ nhưng chiếm được thành phố Przemysl của Áo-Hung, củng cố Galicia và uy hiếp Hungary. Điều này càng thúc đẩy cuộc tấn công của quân Đức. Đến cuối tháng 4 quân Đức đã tập trung 1 lực lượng hùng hậu tại khu vực nằm giữa thượng du sông Wisla và núi Carpathian bao gồm 16 sư đoàn bộ binh, 2 sư đoàn kị binh, 1140 khẩu đại bác và 1000 khẩu đại bác hạng nặng.
Ngày 2 tháng 5, tướng August von Mackensen bất ngờ tấn công các cứ điểm của quân Nga giữa Gorlice và Tarnow. Do quân Nga đang trong tình trạng khan hiếm trầm trọng về đạn dược nên đó chỉ trong 2 tuần, quân Nga đã phải rút lui trên 1 chiến tuyến dài 160 cây số. Trong 1 tháng, Quân đội Đức đã tiến gần 100 dặm và bắt làm tù binh gần 400 000 lính Nga. Đến tháng 7 thì Đại tướng Falkenhayn ra lệnh cho Hindenburg từ phia bắc và Mackensen từ phia nam đánh đuổi quân Nga ra khỏi Ba Lan. Ngày 5 tháng 8 1915, quân đội Đức chiếm Warsaw, thủ đô Ba Lan. Tướng Mackensen - với thắng lợi hoành tráng của ông, trở thành vị thống soái nổi tiếng nhất của Quân đội Đế chế Đức chỉ sau Hindenburg. Vào này 10 tháng 5 năm 1915, ông nhận Huy chương Đại Bàng Đen.
Như vậy tổng kết mặt trận phia đông sau khi năm 1915 kết thúc, quân Nga đã rút khỏi Bucovina, Galicia, Ba Lan, Litva và một phần Latvia. Cuối năm 1915, mặt trận phía đông chuyển sang trận địa chiến (chiến tranh chiến hào) trên 1 chiến tuyến dài 1200 kilometers từ sông Dnieper đến vịnh Riga. Tuy quân Đức đã liên tục giành thắng lợi, khiến chiến tuyến phải dời về phía đông rất xa nhưng vẫn chưa loại được đế quốc Nga ra khỏi cuộc chiến nên quân Đức vẫn không thể dồn toàn bộ lực lượng sang mặt trận phia tây để tiêu diệt liên quân Anh-Pháp như kế hoạch. Sau những thất bại này Đại công tước Nikolai cũng bị cách chức tổng tư lệnh quân đội Nga và Nga hoàng Nikolai II chính thức nắm chức tổng tư lệnh quân đội Nga.

### 1916

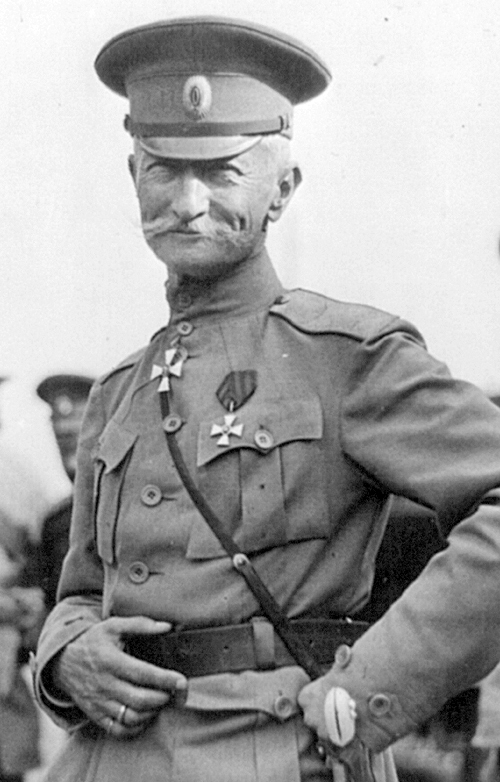
Tướng Nga Aleksei Brusilov

Đến năm 1916, quân đội Đức hoàng theo kế hoạch của Falkenhayn tập trung quân lực sang mặt trận phía tây để tiêu diệt quân đội Pháp, mà trọng điểm là Verdun. Trận Verdun bắt đầu từ ngày 21 tháng 2 1916 là cuộc đại chiến hao tốn rất lớn nhân lực của cả Đức và Pháp. Trước tình hình đó, để giải nguy cho mặt trận phía tây và lợi dụng quân đội Áo-Hung đang chuyển quân sang mặt trận Ý, bộ chỉ huy quân Nga quyết định phát động 1 cuộc tấn công vào các phòng tuyến của quân đội Áo-Hung tại Galicia và người chỉ huy cuộc tấn công này là tướng Aleksey Brusilov.
Ngày 4 tháng 6 1916, cuộc tổng tấn công của tướng Brusilov tại mặt trận phía đông bắt đầu. Chỉ trong vòng vài ngày, toàn bộ các chiến tuyến của quân Áo tại Galicia đã tan vỡ. Đến ngày 20 tháng 9, cuộc tổng tấn công này chấm dứt khi thương vong của lính Nga ngày càng tăng và sau cuộc tổng tấn công này, thương vong của quân đội Áo-Hung là 1,5 triệu người và 400 000 người bị bắt làm tù binh còn về phía Nga là 1.4 triệu người.. Thắng lợi này của quân Nga tại mặt trận phía đông đã ảnh hưởng rất lớn đến kết cục của cuộc chiến tranh này vì đã ngăn chặn được các cuộc tấn công của quân đội Áo-Hung tại mặt trận Ý, cải thiện tình hình ở mặt trận phía tây làm cho quân Đức gặp thêm khó khăn trong việc tấn công Verdun, tạo điều kiện cho liên quân Anh-Pháp phản công tại trận Somme. Cuối cùng nó đã thúc đẩy România từ chỗ trung lập đã quyết định tham gia cuộc chiến theo khối Hiệp ước. Tuy làm cho quân Áo-Hung suy sụp nhưng phía Nga cũng bị thiệt hại nặng và kiệt sức, không thể khai thác được thắng lợi.

### 1917
Bước sang năm 1917, đế quốc Nga đã hoàn toàn rệu rã trong cuộc chiến. Ngoài mặt trận quân Nga đào ngũ liên tục, thương vong và bệnh tật ngày càng tăng còn trong nước sự bất mãn với chế độ quân chủ chuyên chế cuối cùng đã biến thành 1 cuộc cách mạng. Ngày 8 tháng 3, Cách mạng Tháng Hai bắt đầu và đến ngày 13 tháng 3 thì công nhân và binh lính đã chiếm các vị trí trọng yếu tại Petrograd, bắt giữ các bộ trưởng và tướng tá của Nga hoàng. Ngày 15 tháng 3, Nga hoàng Nikolai II ngoài mặt trận đã tuyên bố thoái vị, đế quốc Nga sụp đổ.

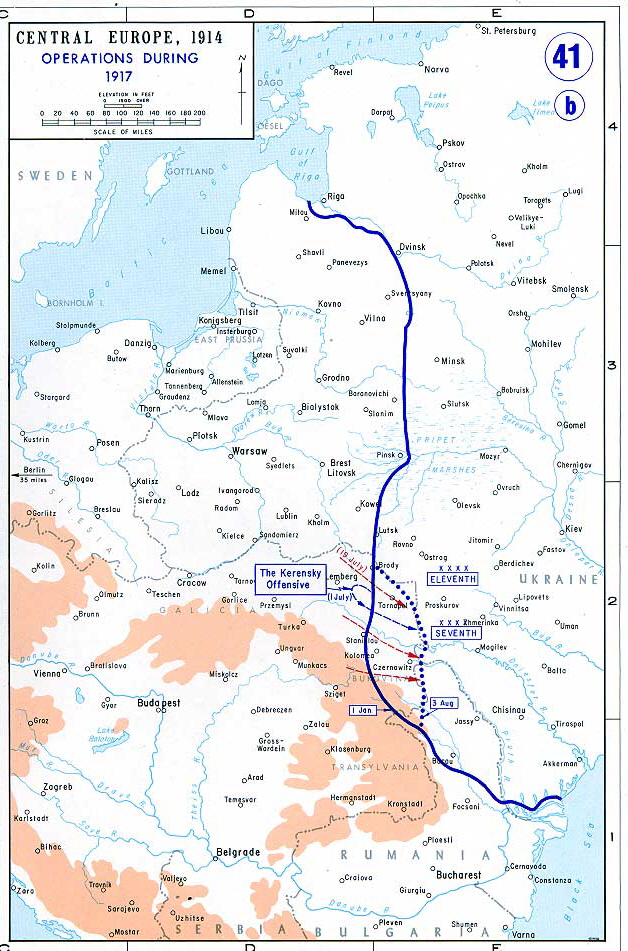
Mặt trận phía đông 1917

Sau Cách mạng Tháng Hai, chính phủ tư sản lâm thời Nga vẫn tiếp tục theo đuổi chiến tranh đến cùng. Ngày 1 tháng 7 1917, bộ trưởng chiến tranh Alexander Kerensky tổ chức 1 cuộc tấn công lớn tại Galicia nhằm vào liên quân Đức, Áo-Hung để khẳng định lại vai trò của nước Nga trong cuộc chiến. Nhưng cuộc tổng tấn công của Kerensky đã nhanh chóng thất bại vì quân Nga đã hết tinh thần chiến đấu, đào ngũ hàng loạt lại gặp phải sự chống đối của những người ủng hộ đảng Bolshevik. Sau thất bại này, làn sóng phản chiến trong nội bộ nước Nga ngày càng dâng cao và nhân cơ hội đó, quân đội Đức đã phản công chiếm lại Riga và uy hiếp Petrograd. Ngày 7 tháng 11 1917, Cách mạng Tháng Mười Nga thành công và Lenin, lãnh tụ của đảng Bolshevick tuyên bố sẽ đưa nước Nga Xô Viết ra khỏi chiến tranh đế quốc. Ngày 15 tháng 12, mặt trận phía đông chính thức đình chiến giữa Nga và các nước Liên minh Trung tâm.

### 1918
Tuy đã có thoả thuận đình chiến nhưng do không thoả thuận được yêu sách về lãnh thổ của đế quốc Đức nên chiến sự tại mặt trận phía đông lại tiếp tục. Ngày 18 tháng 2 1918, liên quân Đức, Áo-Hung chuyển sang tấn công trở lại, đặc biệt nhằm vào Petrograd nhằm tiêu diệt nước Nga. Trước tình hình đó, ban chấp hành trung ương đảng Bolshevik đã quyết định trao cho Lenin toàn quyền giải quyết vấn đề chiến tranh và hòa bình của đất nước. Ngày 19 tháng 2, Lenin gửi điện cho chính phủ Đức thông báo Nga sẵn sàng ký hòa ước với những yêu sách do Đức đề ra. Nhưng quân Đức không trả lời và tiếp tục tấn công. Để bảo vệ nước Nga, lệnh tổng động viên đã được ban hành và nhiều thanh niên đã lên đường nhập ngũ. Ngày 23 tháng 2 1918, sau những trận đánh ác liệt, quân Nga đã chặn được quân Đức trước Petrograd. Cuối cùng, quân Đức mới đồng ý khôi phục cuộc đàm phán hòa bình với Nga. 
Ngày 3 tháng 3, hòa ước Brest-Litovsk được ký kết giữa nước Nga Xô Viết và Đế chế Đức. Theo bản hòa ước này, nước Nga mất đi một phần lãnh thổ rộng lớn và bồi thường 6 tỉ Mark vàng chiến phí. Cụ thể các đất đai mà nước Nga phải từ bỏ bao gồm có quốc gia vùng biển Ban Tích, miền Tây Belorussia và Ukraina, Ba Lan, Bessabaria và vùng Kars. Bản hòa ước này được ký kết đã khiến cho mặt trận phía đông của thế chiến thứ nhất chính thức chấm dứt. Nhờ có chiến thắng vang dội này, Đế chế Đức không những có thêm đầy ắp lãnh thổ mà còn có điều kiện để chuyển tầm hướng sang Mặt trận phía tây để mà tổ chức cuộc Tổng tấn công Mùa xuân 1918. Đến tháng 11 1918 khi đế quốc Đức sụp đổ thì nước Nga Xô Viết đã tuyên bố bản hòa ước Brest-Litovsk không còn giá trị và không thực hiện. Đến cuộc Nội chiến Nga thì Nga Xô viết mới lấy lại được phần lớn đất đai của Đế quốc Nga cũ.

## Mặt trận Romania
Đầu cuộc chiến tranh, România tuyên bố là nước trung lập. Thắng lợi của quân Nga tại mặt trận Tây Nam 1916 đã đưa Romania theo khối Hiệp ước. Các nước khối Hiệp ước tuyên bố đảm bảo sự toàn vẹn lãnh thổ của Romania và nước này có quyền chiếm lấy những vùng lãnh thổ của đế quốc Áo-Hung sau khi chiến tranh kết thúc. Ngày 27 tháng 8 1916, Romania tuyên chiến với đế quốc Áo-Hung, tham gia vào thế chiến thứ nhất. Mặt trận Romania hình thành.
Quân đội Romania do trang bị kém và lạc hậu, hậu cần không đáp ứng đủ điều kiện chiến tranh nên liên tục thất bại trong các trận giao tranh với liên quân Đức, Áo-Hung, Bulgaria. Đầu tháng 10/1916, đại sứ của vua Romania phải đến bộ chỉ huy Nga yêu cầu giúp đỡ. Như vậy việc Romania tham chiến càng làm quân Nga thêm mỏi mệt vì phải kéo dài thêm chiến tuyến.
Liên quân Đức, Áo-Hung, Bulgaria chia thành 2 đường tiến vào lãnh thổ Romania: vượt núi Carpathian tiến vào phía bắc Romania và vượt sông Danube tiến vào phía nam Romania. Đến ngày 6 tháng 12 1916, thủ đô Bucarest của Romania bị Đức chiếm và các vùng sản xuất lương thực, dầu hoả cũng như các nguồn tài nguyên khác lần lượt rơi vào tay các nước Liên minh Trung tâm. Quân đội Romania vẫn còn một số nhỏ tiếp tục kháng cự và nhờ sự giúp đỡ của Nga, chiến tuyến Romania mới được ổn định ở hạ lưu sông Danube vào cuối tháng 12 và do đó chiến tuyến của quân Nga kéo dài đến 500 cây số.

Mặt trận Romania trong thế chiến thứ nhất

Ngày 7 tháng 5 1918, Romania phải ký với các nước Liên minh Trung tâm hòa ước Bucarest theo đó Romania mất vùng nam Dobragea về tay Bulgaria, vùng bắc Dobragea do Đức, Áo-Hung, Bulgaria cùng quản lý. Đức toàn quyền sử dụng các tài nguyên, hải cảng Romania trong vòng 50 năm và thời hạn chiếm đóng sẽ được xác định sau.
Sau khi cuộc Chiến tranh thế giới lần thứ nhất kết thúc, các nước Liên minh Trung tâm bại trận và Romania được hưởng nhiều quyền lợi nhờ các bản hòa ước ký với các nước thua trận.Theo hòa ước Saint-Germain ký với Áo và hòa ước Trianon ký với Hungary thì Romania được nhận một số đất đai của đế quốc Áo-Hung cũ nay đã tan rã, nhận lại vùng Dobragea từ tay Bulgaria và 1 khoản bồi thường chiến phí.

## Kết quả
Thương vong của quân Nga tại mặt trận phía đông trong Chiến tranh thế giới thứ nhất là rất khó ước lượng vì việc thống kê khó khăn và chất lượng không tốt của các bản thống kê này. Một số bản số liệu chính thức cho con số là 775 400. Tuy nhiên gần đây một số bản số liệu mới là 900 000 người chết trong các trận chiến và 400 000 người chết do bị thương trong lúc chiến đấu. Như vậy tổng cộng là 1,3 triệu người. Con số này bằng với số người chết của Pháp và Áo-Hung và bằng 1/3 tổng số quân lính Đức ở mặt trận phía đông.
Tuy nhiên người Anh lại đưa ra một số liệu mới là hơn 2 triệu người chết (700 000 người chết trong các trận đánh, 970 000 người chết do bị thương, 155 000 người chết vì bệnh tật và 181 000 tù binh chết). Con số này đem chia cho tổng số nam giới từ 15 đến 49 tuổi sẽ là 5%, ngang với nước Anh. Số dân thường tổn thất trong 2 năm đầu là 600.000 người và tổng cộng khoảng 1.500.000 người khác không chắc lắm. Trên 5 triệu quân Nga bị bắt giữ kể từ năm 1915.
Khi Nga rút khỏi chiến tranh thì 3,9 triệu tù binh Nga vẫn còn nằm trong tay người Đức và Áo. Con số này vượt xa số tù binh của 3 nước Anh, Pháp, Đức cộng lại (1,3 triệu người) và chỉ có Áo-Hung là gần bằng với 2,2 triệu tù binh.
România có 335 700 người chết, 120 000 người bị thương, 80 000 người bị bắt làm tù binh trên tổng số 750 000 người bị động viên trong suốt cuộc chiến. Tỉ lệ thương vong so với số người bị động viên là 71%.